# Schneller István (pedagógus)
Schneller István (Kőszeg, 1847. augusztus 3. – Budapest, 1939. január 25.) pedagógiai író, egyetemi tanár, a Magyar Tudományos Akadémia levelező tagja.

## Életpályája
Felsőfokú tanulmányokat a soproni evangélikus teológiai akadémián  folytatott, majd továbbképezte magát a hallei és a Berlini Egyetemen. Teológiai és bölcsészdoktor, 1913-tól az MTA tagja.
1874-től az eperjesi, majd 1882-től a pozsonyi evangélikus teológiai akadémia tanára, később igazgatója volt. Felméri Lajost követte 1894-ben a kolozsvári egyetem Pedagógiai Tanszékének élén. A pedagógiai intézet és a tanárképző intézet vezetőjeként 1906-tól a középiskolai tanárképzésben is részt vett. Didaktikai és tantervtörténeti-elméleti elképzeléseit 1917–1919 között a kolozsvári reform-középiskolában valósíthatta meg. Ebben a reform-iskolában a reál iskola, a humán gimnázium és a reálgimnázium együtt valósult meg úgy, hogy a belsőleg differenciált intézmény az elágazó ttv.-e által választási lehetőséget kínált a tanulóknak a "humanisticus óclassicai" és a "realisticus modern nyelvű" irány felé.
1894–1923-ban a kolozsvári, majd a szegedi egyetemen a pedagógia nyilvános rendes tanára.
1918–1919-ben a kolozsvári egyetem rektora volt, ebben a minőségében a vesztes háború után neki kellett átadni a kolozsvári Ferenc József Tudományegyetemet a román hatóságoknak. Az egyetem oktatóit kiutasították Romániából, tanártársaival ő is Budapestre menekült. Sokat tett azért, hogy a vesztes háború miatt megszűnt kolozsvári Ferenc József Tudományegyetem tanári gárdáját egyben tartsa azért, hogy Szegeden folytassák munkájukat, az egyetemi oktatást és a kutatást.

## Munkássága
Schneller István számos kiváló tanítványt nevelt, köztük volt Imre Sándor és Tettamanti Béla.
Kutatási területe a neveléselmélet, a személyiségpedagógia és a személyiség-nevelés volt. Fő műve a Paedagógiai dolgozatok c. munkája, mely 1900-1910 között jelent meg három kötetben, több mint ezer oldalon.
Önként kérte nyugdíjaztatását magas kora és fáradtsága miatt, ám szellemi frissességét továbbra is megőrizte és aktív tagja maradt a tudományos- és közéletnek.
Kőszeg történelmi belvárosában utca viseli a nevét.

### Művei (válogatás)
- Megemlékezés Bayar Istvánról Pozsony: Wigand F. E. Könyvnyomdája, 1905. 13 o.
- Egyéniség  — személyiség.  Budapest : Franklin Ny., 1906.  21 o.
- Jelentés a leipzigi egyetem 500 éves fennállása alkalmából rendezett jubileumi ünnepségekről. Kolozsvár : Ajtai Ny.,  1909. 24 o.
- Búcsúbeszéd, melyet a magyarh. ág. h. ev. egyet. egyház theol. akadémiáján ... tartott Schneller István. Pozsony : Wigand Ny., 1895.  22 o.
- Az egyetemi tanulmányozás tárgyi feltételeiről. Kolozsvár : Ajtai Ny., 1899.  34, [2] o.
- Paedagógiai dolgozatok : I-II-III.  Budapest : Hornyánszky, 1900, 1904,1910. 352, 623, XXII, 427 o.
- Herbart pedagógiájának alapjai és a személyiség elve. Magyar Paedagogia, 1914
- Comenius és Apáczai, Protestáns Szemle, 1918
- Kant, mint pedagógus, Magyar Paedagogia, 1924
- Pestalozzi. Budapest, 1927
- Schneller István és Imre Sándor tantervelméleti törekvései. Válogatott írások; szerk., bev., jegyz. Ravasz János; OPI, Bp., 1984 (A tantervelmélet forrásai)

### Társasági tagság
- Magyar Paedagogiai Társaság (alelnöke, majd tiszteletbeli tagja)
- Magyar Pestalozzi Társaság (tiszteletbeli tagja)